# Ітапекуру
Не варто плутати із річкою Ітапікуру у штаті Байя (Бразилія).

Ітапекуру (порт. Rio Itapecuru) — річка у північно-східній Бразилії протікає штатом Мараньян, та впадає в затоку Сан-Жозе Атлантичного океану і належить до його водного басейну.

## Географія
Річка починає свій витік на північному хребті Сьєрра-даз-Алпекатас, Бразильського нагір'я, на кордоні муніципалітетів Формоза-да-Сьєрра-Негра та Сан-Раймунду-дас-Мангабейрас, в південній частині штату Мараньян.
Тече в північному напрямку, територією штату Мараньян, в нижній течії ширина русла сягає від 50 до 120 м. Впадає у затоку Сан-Жозе (Атлантичний океан) у муніципалітеті Розаріу. Річка має довжину 897 км, за іншими джерелами — понад 1 500 км. Площа басейну становить 54 027 км². Середньорічна витрата води на станції в Кантангеді (за 222 км від гирла), становить 253 м³/с, у гирлі — 470 м³/с.
Живлення переважно дощове, повінь в березні — травні. Іншу частину року річка відносно маловодна. Судноплавна на ділянці 800 км від гирла.

## Притоки
Річка Ітапекуру на своєму шляху приймає воду великої кількості приток, найбільші із них (від витоку до гирла):
- Алперкатас (ліва)
- Пукуман (ліва)
- Ґамелейра (права)
- Кодо (ліва)
- Пірапемас (права)
- Періторо (ліва)
  - Тапуйя (ліва)

## Гідрологія
Спостереження за водним режимом річки проводилось протягом 24 років (1968–1992) на гідрометричній станції в Кантангеді (3°38′26″ пд. ш. 44°22′49″ зх. д. / 3.64056° пд. ш. 44.38028° зх. д.), в бразильському штаті Мараньян. Станція розташована в місті Кантангеді, і приблизно за 222 км від впадіння самої Ітапекуру в бухту Сан-Жозе Атлантичного океану. Середньорічна витрата води яка спостерігалася тут у цей період становила 253 м³/с для водного басейну 50 800 км², що становить близько 94% від загальної площі басейну річки. За період спостереження, середній мінімальний щомісячний стік становив 58,9 м³/с (у жовтні), в той час як середній максимальний — склав 793 м³/с (в квітні). Одночасно за цей же період спостереження абсолютний мінімум стоку становив 35,1 м³/с (у вересні-жовтні), а абсолютний максимум — 2 570 м³/с (у квітні).
На графіку приведено показники середньомісячної витрати води річки Ітапекуру
за 24 роки спостереження (1968–1992) на гідрометричній станції в Кантангеді, м³/с:

## Населенні пункти
На річці розташовані населенні пункти, найбільші із них (від витоку до гирла): Мірадор, Колінас, Баррейро, Алмейда, Павоадо-де-Санта-Роза, Кашиас, Кодо, Тимбірас, Короата, Пірапемас, Кантангеді, Ітапекуру-Мірін, Розаріу.